# Alien (singel)
Alien – singel polskiego rapera Sobla oraz muzyka Magiery, promujący album studyjny, zatytułowany Pułapka na motyle. Singel został wydany 15 lutego 2021.
Nagranie otrzymało w Polsce status trzykrotnie platynowej płyty, przekraczając liczbę 150 tysięcy sprzedanych kopii.

## Geneza utworu i historia wydania
Utwór napisali i skomponowali Szymon Sobel i Tomasz Janiszewski.
Singel ukazał się w formacie digital download 15 lutego 2021 w Polsce za pośrednictwem wytwórni płytowej Universal Music Polska. Kompozycja została umieszczona na debiutanckim albumie studyjnym Sobla – Pułapka na motyle.

## Teledysk
Do utworu powstał teledysk, który udostępniono 16 lutego 2021 za pośrednictwem serwisu YouTube.

## Lista utworów
- Digital download[6]

1. „Alien” – 3:18

## Certyfikaty
| Kraj          | Certyfikat         | Sprzedaż |
| ------------- | ------------------ | -------- |
| Polska (ZPAV) | 3x platynowa płyta | 150 000+ |